# Boutervilliers
Boutervilliers – miejscowość i gmina we Francji, w regionie Île-de-France, w departamencie Essonne.
Według danych na rok 1990 gminę zamieszkiwały 282 osoby, a gęstość zaludnienia wynosiła 40 osób/km² (wśród 1287 gmin regionu Île-de-France Boutervilliers plasuje się na 936. miejscu pod względem liczby ludności, natomiast pod względem powierzchni na miejscu 548.).